# 莫淡雲
莫淡雲（1916年—2012年3月5日），湖南省长沙縣人。中华民国政治人物，佛教信徒。。夫籍綏遠省托縣。為清末四川提督莫組紳（莫搢卿）之嗣孫女，本生祖莫組紳之胞弟莫組綬，父莫光國清末一品蔭生，母周太夫人為光緒二十四年（1898年）戊戌科進士翰林院翰林周渤之胞妹。民國37年（1948年）在綏遠省選區當選第一屆立法委員。

## 生平[6][7][8]
毕业于武昌高等师范，历任中学校长、教员，中国国民党绥远省党部妇女运动委员会主任委员、绥远省妇女会理事长、绥远妇女月刊社社长、绥远省地方行政干部训练团妇女干部训练班主任、立法院教育委员会召集委员等职。，革命實踐研究院十六期、黨政軍聯合作戰研究班四期結業，中國國民黨綏遠省黨部婦女運動委員會主任委員，綏遠省婦女會理事長，綏遠省陝填黨部執行委員，綏遠省訓團婦幹班主任，綏遠女子職業學校校長，革命實踐研究院輔導委員兼通訊研究部第二室主任。
信仰佛教。抗日战争时期，领导绥远省妇女开展了慰劳、服务、救济、宣传等工作。民国三十七年（1948年）当选立法院立法委员。后赴台湾。在台湾被聘为中国国民党中央评议委员。民国五十七年（1968年），代表中华民国参加在马来西亚举行的“世界佛教徒友谊会第九届代表大会”，并当选“世界佛教青年会”副主席。民国五十八年（1969年），代表中华民国出席在西贡举行的两个世界性佛教会议，会后到新加坡、泰国、香港、印度等地考察。
2012年，逝世，總統明令褒揚。
總統令 

立法院前立法委員莫淡雲，孝慈謙抑，慧性閑雅。少歲卒業湖北武漢高級師範學院，琢玉敷教，鄉閭揚芬。紅羊浩劫，流離顛沛，爰追隨政府南遷西進，投身幼兒教育志業，參與慰勞救濟事宜，幹練敏贍，當堅彌奮。憲政伊始，百廢俱興，旋膺選第一屆立法委員，嚴謹監督行政部門，周密審議預決算法案，執言守正，讜論建白；開物成事，創制多方。長期躬詣教育委員會，研擬增設大專院校，厚植高等教育內涵；數度遠赴歐美考察，裨益教育政策釐訂，迭邀嘉納，吐舊容新；通觀全局，淵猷深運。嗣應聘立法院最高顧問，勛華令譽，身退有榮。平居悉力弘宣佛法，落實社會教化，移風易俗，達人兼善。綜其生平，時艱著淑世之才，議壇識聲徽之美，絜行懿德，女宗流詠；懋績靖獻，矩範同欽。遽聞上壽辭世，人瑞國珍，應予明令褒揚，用示政府篤念芳賢之至意。